# 卡门·拉瓦莱德

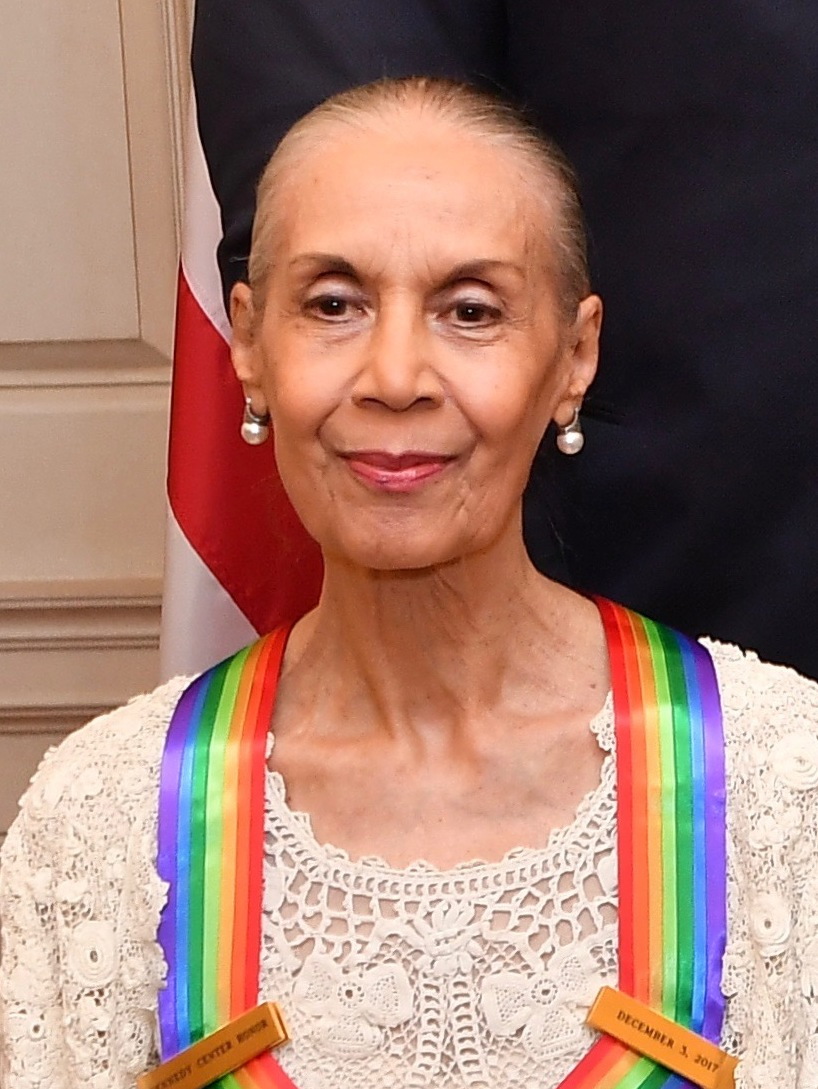
卡门·拉瓦莱德

卡门·拉瓦莱德（Carmen de Lavallade，1931年3月6日—）是一位美国女演员、编舞家和舞蹈家。她生于洛杉矶 。16岁時开始学习芭蕾舞。  卡门·拉瓦莱德曾在大都會歌劇院跳芭蕾舞，當時劇院上演參孫與大利拉和阿依達，她在其中扮演相應的角色。  2017年，她獲得肯尼迪中心荣誉奖。